# 朝日新町
朝日新町（あさひしんまち）は、香川県高松市中心部の町丁。郵便番号は760-0064。全域が住居表示に関する法律に基づく住居表示実施地区である。全域が戦後の海面埋立地からなっている。

## 地理
高松市役所より2.6km、高松市中心部の北東端に位置し、南は臨港道路F地区1号線、その他の方向は瀬戸内海によって区切られている。全域が臨海工業地帯であるが南接する朝日町は大工場が立地しているのに対して、当町は全域が比較的小規模区画の卸売団地及び倉庫団地として利用されている。2004年以降、国際港湾である西部の高松港コンテナターミナル、北部及び東部の10m、7.5mの各岸壁は海上における人命の安全のための国際条約（通称ソーラス条約）に基づく保安施設としてフェンスで囲われ、立ち入りが制限されている。そのため朝日新町の大部分では一般人が海面に接近することは不可能である。
2010年国勢調査による人口は0人、面積は40万0306.2m2。工業地帯という特性上、夜間人口（定住人口）は皆無である。公立小学校・中学校の校区は全域が高松第一小学校・中学校（小中一貫）に属している。
町内における都市計画法に基づく用途地域は全域が容積率200%、建ぺい率60%の準工業地域である。
朝日新町は一般に町名よりも「朝日町F地区」と呼称される。朝日新町の全域並びに朝日町の大部分は海面を埋め立てて造成された計画的な工業地帯であるのと同時に、香川県高松港管理事務所が管理する港湾としての高松港における付帯施設の一部でもある。そのため団地内等一部の道路以外は全て県道や市道ではなく、高松港管理事務所が管理する臨港道路である。そして高松港管理事務所は、高松港港湾区域のうち朝日新町の全域並びに朝日町の大部分を一体的に「朝日地区」とし、その地区分けとしてA〜Gまでの地区割りを行っている。そのため朝日地区を高松港の施設の一部として扱う場合などは、朝日町○丁目や朝日新町よりも「朝日町B地区」のようにアルファベットの地区名で呼称することが多い。それが特に「朝日町F地区」に限っては、2012年までさぬき高松まつり花火大会の観覧場所（打ち上げ場所自体は西沖合）であったり、過去には暴走族の多発地帯でもあったため一般にも有名な名称となり、港湾関係者以外にも地名的に使用されるに至っている。ちなみに朝日新町の町域とF地区の範囲は同一である。

### 港湾
- 高松港

## 歴史
1975年（昭和50年）、朝日町四丁目の北側地先に造成された公有水面埋立地に新設。

## 主要施設
掲載順は住居表示による街区符号・住居番号順
- 高松港湾合同庁舎
  - 高松海上保安部
  - 神戸税関坂出税関支署高松出張所
  - 植物防疫所坂出支所高松出張所
- 高松市朝日新町西緑地
- 高松卸センター
  - 四国三菱電機販売本社
  - 宮脇書店本社・卸センター／総本店
  - タカラスタンダード四国支店
  - 森永製菓四国支店
  - 協同組合高松卸センター組合会館
  - ナカ第3ビル
  - 大一産業高松支店
  - 徳島製菓高松支店
  - 日本通運高松海運事業所
  - サンコー本社
  - 信栄機鋼高松支店
  - YKK AP
  - 西野金陵高松支店
- 高松市朝日新町東緑地
- 高松団地倉庫事業協同組合
  - 香川食糧
  - 讃州倉庫
  - 高松臨港倉庫
  - カトーレック
- 高松市朝日新町学校給食センター[8][9][注 1]
- 高松港コンテナターミナル
- 南海プライウッド保税蔵置場
- 東交バス本社
- 丸大フード西日本MF香川営業所
- 泉州電業高松支店
- 東讃交通本社
- 香川県トラック総合配送センター協同組合